# Albert Dubuisson
Pour les articles homonymes, voir Dubuisson.
Ne doit pas être confondu avec Albert Dubuisson (peintre).
Albert Dubuisson, né le 28 octobre 1918 à Binche et mort le 21 février 1974 à Leval-Trahegnies, est un coureur cycliste belge.
Professionnel de 1938 à 1951, il a notamment remporté le Tour de Belgique en 1950.

## Palmarès
- 1937
  - 3e et 8e étapes du Tour de Belgique indépendants
  - 2e du Tour de Belgique indépendants
  - 3e de Bruxelles-Liège
- 1941
  - Tour du Limbourg
- 1942
  - 1re étape du Circuit de Belgique
  - 3e du Circuit de Belgique
  - 3e du Grand Prix de l'Auto
- 1944
  - 3e étape du Circuit de Belgique
- 1945
  - 3e du Grand Prix des Nations
- 1946
  - 2e du Tour des 3 Lacs
- 1947
  - Grand Prix des Ardennes
  - 2e de Bordeaux-Paris
- 1948
  - Classement général du Tour de l'Ouest
- 1950
  - Classement général du Tour de Belgique
  - 3e du Circuit de l'Indre
  - 9e de Paris-Bruxelles
- 1951
  - 4e de Paris-Nice
- 1952
  - Circuit de la Vienne

## Résultats sur les grands tours

### Tour de France
1 participation
- 1950 : abandon (13e étape)

### Tour d'Italie
2 participations
- 1949 : abandon
- 1952 : 81e